# Alexis Alejandro Sánchez Sánchez
Alexis Alejandro Sánchez Sánchez (Tocopilla, Xile, el 12 de desembre de 1988), és un futbolista professional xilè que actualment juga a les files de l'Udinese Calcio. És també membre de la selecció nacional xilena.
És famós pels seus regats i la seva gran velocitat; va ser premiat pel diari italià La Gazzetta dello Sport com a "millor jugador de la Lliga Italiana". El juny de 2011 és considerat per la FIFA el jugador jove amb el futur més brillant per sobre de Gareth Bale i va ser pronominat el 2011 a la pilota d'Or de la FIFA. Va arribar al FCB per 43 milions d'euros, convertint-se en el fitxatge més car d'un jugador xilè per damunt de Marcelo Salas.

## Trajectòria futbolística

### Inicis
Es va criar a la ciutat de Tocopilla, al nord del país, amb els seus altres tres germans. El seu pare va abandonar la família, deixant la seva mare, Martina Sánchez, sola. El seu oncle José Delaigue va passar a ser el seu pare adoptiu.
L'any 2004 va incorporar-se a l'escola de futbol del Cobreloa. El 12 de febrer del 2005 amb poc més de 16 anys va fer el seu debut amb el primer equip, va ser contra el Deportes Temuco. Poques setmanes més tard debutava a la Copa Libertadores contra l'Once Caldas, sent un dels jugadors més joves en debut en aquesta competició. Durant aquella primera campanya aconseguí marcar 6 gols en 12 partits.
El 21 de juliol de 2006 va ser traspassat a l'Udinese Calcio per 3M$. Tot i això no va fer el salt a Europa, ja que va ser cedit al Colo-Colo per a continuar amb la seva progressió, durant la seva estada a l'equip va aconseguir dos títols, el Clausura 2006 i l'Apertura 2007. La següent temporada va ser cedit a l'Argentina, amb els millonarios de River Plate va aconseguir un nou títol, el Clausura 2008.

### Udinese
Finalment, el juliol del 2008 va integrar-se definitivament a les files de l'Udinese italià, on va coincidir amb el seu compatriota Mauricio Isla. El seu debut en competició no oficial va ser contra l'equip de Bassano del Grappa on va ser declarat "jugador del partit". El 14 de setembre debutava a la Serie A contra la Juventus FC, i només quatre dies més tard debutava en competició europea contra el Borussia Dortmund. El 19 d'octubre del 2008 va marcar el seu primer gol contra el US Lecce.
En la següent temporada la seva aportació va ser molt important en el destacat paper de l'Udinese a la Coppa Italia on va assolir les semifinals.
Finalment, la temporada 2010/11 va ser la de la seva consagració definitiva a nivell internacional, a més de jugar la Copa del Món de futbol 2010 va assolir un paper destacat en l'equip italià. Això va fer que l'estiu del 2011 equips com el Barça o el Manchester City FC entre d'altres mostressin el seu interès pel jugador xilè.

### FC Barcelona
El 21 de juliol de 2011 es va fer oficial el fitxatge d'Alexis Sánchez pel FC Barcelona. El club català pagà a l'Udinese 26 milions d'euros més 11,5 milions en variables. Alexis va heretar el dorsal '9' que havia deixat vacant Bojan Krkic.
El seu debut oficial a la Primera Divisió va ser el 29 d'agost del 2011 al Camp Nou contra el Vila-real CF. En aquell partit participà de la golejada per 5-0 del seu equip marcant un gol, en el seu debut en lliga amb el FC Barcelona.

### Arsenal
El 10 de juliol de 2014 s'anuncia el seu fitxatge per l'Arsenal FC.

### Temporada 2018

#### Manchester United
El 22 de gener de 2018, s'anuncia de manera oficial l'incorporació d'Alexis al Manchester United FC. Alexis es convertirá en el jugador millor pagat de la Premiere League, superant a Wayne Rooney.

## Palmarès

### Colo-Colo
- Campionat xilè de futbol (Clausura) 2006
- Campionat xilè de futbol (Apertura) 2007

### River Plate
- Campionat argentí de futbol (Clausura) 2008

### FC Barcelona
- 1 Supercopa d'Europa: 2011[12]
- 1 Campionat del món de clubs: 2011[13]
- 1 Copa del Rei: 2011-12
- 1 Lliga espanyola: 2013[14]
- 1 Supercopa d'Espanya: 2013[15]

### Arsenal FC
- 2 FA Cup: 2014-15, 2016-17
- 3 Community Shield: 2014, 2015, 2017

### Inter de Milà
- 2 Serie A: 2020-21, 2023-24
- 1 Copa italiana: 2021-22
- 2 Supercopes italianes: 2021, 2023

### Selecció xilena
- 2 Copa Amèrica: 2015, 2016